# Comté de LaGrange
Le comté de LaGrange (anglais : LaGrange County) est un comté de l'État de l'Indiana, aux États-Unis. Il comptait 33 866 habitants lors du recensement de 2000. Son siège est LaGrange.
Le comté abrite une importante communauté amish.